# Michelle Hunziker
Michelle Yvonne Hunziker (standardno švicarsko nemško: [miˈʃɛl ˈhʊntsɪkər], italijansko: [miʃˈʃɛl ˈ(h)untsiker]; švicarsko-italijanska televizijska voditeljica in bivša manekenka; * 24. januar 1977.
Leta 2025 je v Baslu s Hazel Brugger in Sandro Studer vodila finale Pesmi Evrovizije.

## Zgodnje življenje
Michelle Hunziker se je rodila v Sorengu, v italijansko govorečem delu Švice. Njena mati Ineke je Nizozemka, z daljnimi indonezijskimi koreninami, njen oče Rudolf, ki je za srčno kapjo umrl leta 2001, pa je bil nemško govoreči švicarski slikar, ki je bil zaposlen kot vodja hotela. Leta 1983 se je družina preselila v Ostermundigen, predmestje Berna, v nemško govoreči del Švice, kjer je Michelle obiskovala osnovno šolo. Kasneje se je z materjo preselila v Italijo, kjer je postala manekenka in delala že pri svojih 17 letih za številne modne znamke, kot so Armani, Rocco Barocco, La Perla, Colmar, Fuerte Ventura, Lovable in Swish.

## Televizijska kariera
Po tem, ko je spoznala Erosa Ramazzottija in se kasneje z njim poročila, je zaslovela na italijanski televiziji. Leta 1996 je vodila svojo prvo oddajo, I cervelloni. Leta 1998 je vodila humoristično oddajo Paperissima Sprint, ki je bila na sporedu v času najvišje gledanosti. Sledile so druge uspešne oddaje tako v Italiji kot v Švici. Za oddaji Zelig in Scherzi a parte je aprila 2002 prejela italijansko televizijsko nagrado. Začela je voditi oddaje tudi v Nemčiji, dvakrat je vodila oddajo ob podelitvi nemških nagrad zlate kamere: leta 1998 s Thomasom Gottschalkom in leta 2014 s Hapetom Kerkelingom. Leta 1999 je na švicarski televiziji TV3 vodila oddajo Cinderella.
Od novembra 2002 do jeseni 2004 je na nemškem televizijskem programu RTL s  Carstenom Spengemannom vodila nemško oddajo pevskih talentov Deutschland sucht den Superstar. Sledilo je vodenje italijanske oddaje Striscia la notizia. Leta 2007 je s Pippom Baudom vodila 57. festival v Sanremu.
Od oktobra 2009 je s Thomasom Gottschalkom vodila znano nemško oddajo Wetten, dass..?. Potem ko se je decembra 2009 tekmovalec Samuel Koch med oddajo težko poškodoval, sta Hunzikerjeva in Gottschalk prenehala z ustvarjanjem oddaje. Michelle Hunziker je oddajo zadnjič vodila decembra 2011. Decembra 2013 se je še enkrat pojavila kot sovoditeljica ob Gottschalkovem nasledniku Markusu Lanzu. Z Gottschalkom je novembra 2021 in novembra 2022 vodila še posebni izdaji oddaje Wetten, dass..?
Od januarja 2012 je skupaj z Gerryjem Scottijem in Eziom Gregiom ponovno vodila satirično italijansko oddajo Striscia la notizia. Od maja 2012 je bila z Dieterjem Bohlenom in Dano Schweiger članica žirije nemške oddaje talentov Deutschland sucht den Superstar – Kids na nemški televiziji RTL. Istega leta je bila z Dieterjem Bohlenom in Thomasom Gottschalkom članica žirije v RTL-ovi oddaji Das Supertalent.
Marca 2014 je z oddajo Die große Überraschungsshow prvič nastopila v vlogi voditeljice na nemški televiziji ZDF. Julija in avgusta 2016 je kot žirantka sodelovala v oddajah Superkids in Superpets na nemški televiziji Sat.1. V začetku leta 2018 je drugič vodila glasbeni festival v Sanremu, tokrat z voditeljem Claudiom Baglionijem in igralcem Pierfrancescom Favinom.
Leta 2025 je v Baslu skupaj komičarko in televizijsko voditeljico Hazel Brugger tet pevko in voditeljico Sandro Studer vodila finalno prireditev Pesmi Evrovizije.

## Glasbena kariera
Decembra 2006 je izdala svoj prvi glasbeni album Lole ter nato še singel From Noon Till Midnight s tega albuma.

## Zasebno
Michelle Hunziker govori tekoče pet jezikov: italijansko, francosko, nemško (tudi švicarsko nemščino), angleško in nizozemsko. 
Leta 1996 je spoznala italijanskega pevca Erosa Ramazzottija. 5. decembra istega leta se jima je rodila hči Aurora Ramazzotti. Poročila sta se 24. aprila 1998; od leta 2002 sta živela ločeno in 25. marca 2009 sta se ločila.
Leta 2013 je z javnostjo delila, da je zaročena s Tomasom Trussardijem, Trussardijevim dedičem. Jeseni 2013 se jima je rodila hči. Leta 2014 sta se poročila. Njuna druga hči se je rodila leta 2015. Januarja 2022 sta zakonca sporočila, da se ločujeta.
V več intervjujih tudi v svoji avtobiografiji je spregovorila o članstvu v sekti »Bojevnikov luči«. V sekto se je zatekla med letoma 2002 in 2006, zaradi depresije. Sekta jo je odtujila od družine ter naj bi bila tudi vzrok ločitve od Erosa Ramazzottija.
Jeseni 2017 je izšla njena avtobiografija z naslovom Ein scheinbar perfektes Leben (Navidez popolno življenje).

## Filmografija
- 1996: Più bella cosa (glasbeni video)
- 1997: I misteri di Cascina Vianello (televizijska nadaljevanka, v eni epizodi)
- 1998: La forza dell'amore (miniserija, v treh epizodah)
- 1998: Ich will im Bett unten liegen (Voglio Stare Sotto Al Letto)
- 1999: The Protagonists
- 2000: Alex l'ariete
- 2003: Ancient Warriors
- 2004: Love Bugs (televizijska nadaljevanka, v eni epizodi)
- 2007: Natale in crociera
- 2008: Natale a Rio
- 2009: Natale a Beverly Hills
- 2016: L'amore che vorrei (kratki film)
- 2022: Eros Ramazzotti: Ama (glasbeni video)
- 2024: Smeilingen – Ein Dorf wie Du und Ich (televizijska nadaljevanka)